# Урпецький сільський округ
Урпе́цький сільський округ (каз. Үрпек ауылдық округі, рос. Урпекский сельский округ) — адміністративна одиниця у складі Амангельдинського району Костанайської області Казахстану. Адміністративний центр — село Урпек.
Населення — 1360 осіб (2021; 1802 у 2009, 2386 у 1999, 4381 у 1989).
Станом на 1989 рік існували Алібійська сільська рада (села Алібі, Бісари, Талгуй), Імановська сільська рада (села Агаштиколь, Карашатобе, Кулик, Торткон, Урпек, Чапай) та Родниковська сільська рада (села Бокай, Кошкінбай, Рахмет), села Кайнар та Жолоба перебували у складі Жанакалинської сільської ради. Станом на 1999 рік існували Жанакалинська сільська адміністрація (село Жанакала), Кайнарський сільський округ (села Жолоба, Кайнар), Рахметський сільський округ (села Алібі, Рахмет) та Урпецький сільський округ. Пізніше Жанакалинська сільська адміністрація передана до складу Аркалицької міської адміністрації. Село Рахмет ліквідовано 2009 року, село Кулик — 2014 року.

## Склад
До складу округу входять такі населені пункти:
| Населений пункт  | Старі назви | Населення, осіб (1989) | Населення, осіб (1999) | Населення, осіб (2009) | Населення, осіб (2021) |
| ---------------- | ----------- | ---------------------- | ---------------------- | ---------------------- | ---------------------- |
| Алібі, село      | -           | 496                    | 120                    | -                      | -                      |
| Агаштиколь, село | -           | 275                    | 180                    | 177                    | 119                    |
| Бісари, село     | -           | 82                     | -                      | -                      | -                      |
| Бокай, село      | -           | 104                    | -                      | -                      | -                      |
| Жолоба, село     | -           | 83                     | 10                     | -                      | -                      |
| Кайнар, село     | -           | 366                    | 257                    | -                      | -                      |
| Карашатобе, село | -           | 111                    | 302                    | 88                     | 45                     |
| Косжан, село     | Чапай       | 237                    | 191                    | 174                    | 85                     |
| Кошкінбай, село  | -           | 94                     | -                      | -                      | -                      |
| Кулик, село      | -           | 133                    | 92                     | 21                     | -                      |
| Рахмет, село     | -           | 754                    | 179                    | -                      | -                      |
| Талгуй, село     | -           | 129                    | -                      | -                      | -                      |
| Торткон, село    | -           | 96                     | -                      | -                      | -                      |
| Урпек, село      | -           | 1421                   | 1055                   | 1342                   | 1111                   |